# Заозерье (Угловское городское поселение)
Заозерье — деревня в Окуловском муниципальном районе Новгородской области, относится к Угловскому городскому поселению.

## География
Деревня Заозерье расположена на Валдайской возвышенности, на юге западного берега озера Сухое, в 15 к югу от посёлка Угловка, в 18 км к югу от съезда «Угловка» с М11, в 41 км к юго-востоку от города Окуловка.
На противоположном берегу озера Сухое находится деревня Сухое.

## Население
| 2002 | 2004 | 2010 | 2011 |
| ---- | ---- | ---- | ---- |
| 8    | ↘1   | →1   | →1   |

## История
В 1773—1927 деревня Заозерье находилась в Валдайском уезде Новгородской губернии. С начала XIX века до 1924 относилась к Сопкинской волости Валдайского уезда.
Отмечена на картах 1788, 1826—1840.
В 1908 в деревне Заозерье было 19 дворов с 18 домами и населением 101 человека. Имелся хлебо-запасной магазин.
Деревня Заозерье относилась к Суховскому сельсовету. В 1954 вошла в состав Селищенского сельсовета.
В 1965 сельсовет был переименован в Званский.
В 2005 деревня Заозерье вошла в состав Угловского городского поселения.

## Транспорт
Ближайшая ж/д станция «Селище» — в 11,5 км от деревни Заозерье.